# Boîte de vitesses Cotal

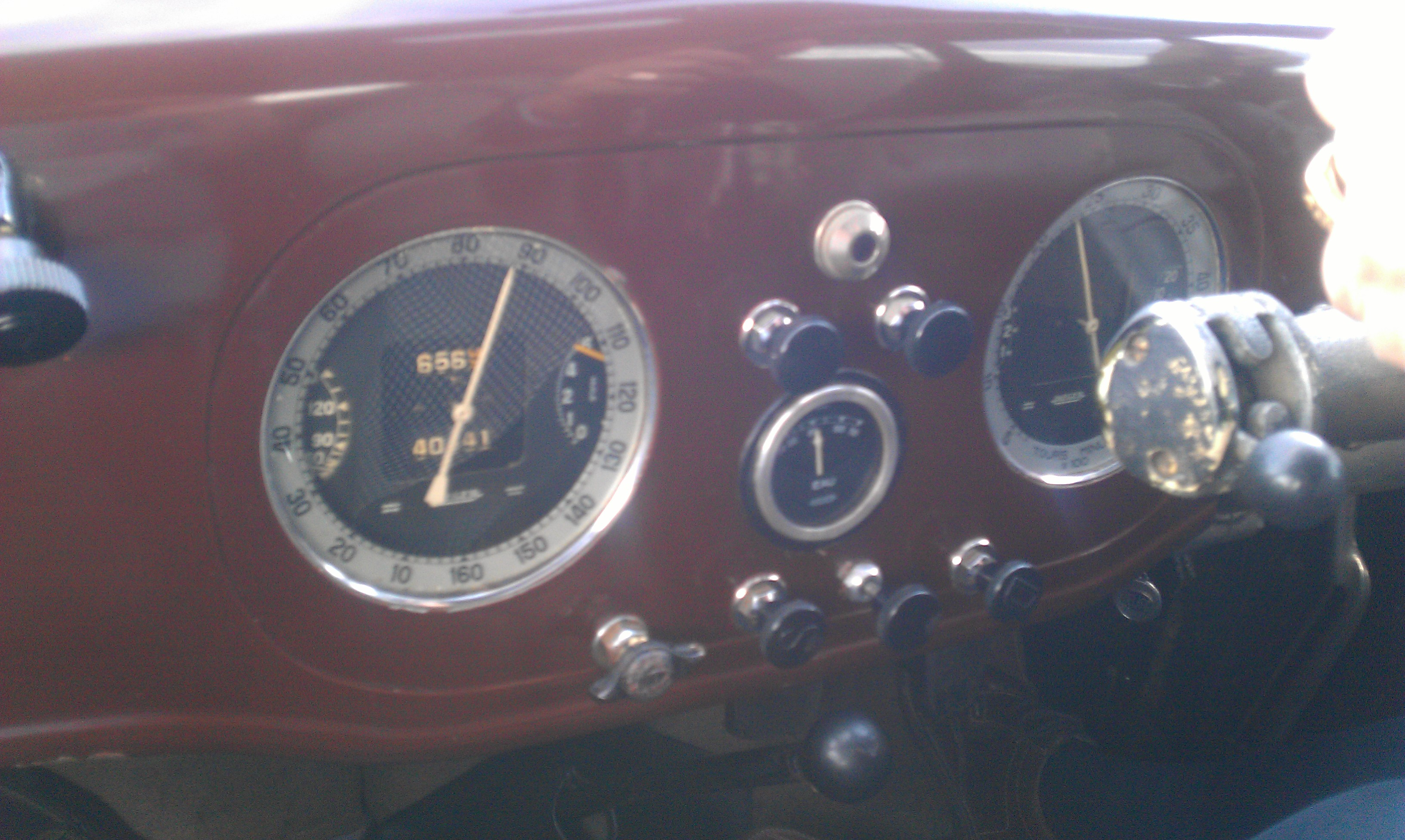
Tableau de bord d’une Delage D6 de 1947, avec commande de boîte Cotal à droite.

La "boîte Cotal" est une boîte de vitesses à commande électromagnétique brevetée en 1931 par l'inventeur français Jean Cotal. Elle fut  utilisée sur des véhicules haut de gamme des années 1930 jusqu'aux années 1950. Le système à changement de vitesse à trains épicycloïdaux, semblable à celui de la boîte Wilson, en diffère par le fait que le blocage des éléments est obtenu par des freins électromagnétiques au lieu de freins à ruban.
Son poids et son prix élevé la réservaient aux véhicules de luxe comme les Delahaye, Salmson, Delage, Hotchkiss, Voisin et Ford. UNIC a également équipé ses U4 B sport et ses U6 de boîtes Cotal MK 15 de 1935 à 1938 ; quelques Citroën Traction Avant furent équipées de Cotal ainsi que la Peugeot 402, en option.
Cette boîte de vitesses a aussi été montée sur certains autorails construits dans les années 1930, en particulier l'Autorail Bugatti ainsi que sur certains autobus parisiens.

## La conception
Cette boîte est à commande électromagnétique. Le type normal comprend deux trains épicycloïdaux disposées en série. L'arbre moteur porte le planétaire P1 du premier train et un électro-aimant M1 logé dans un disque. Un autre électro-aimant F1 est monté fixe sur le carter de boîte. Entre les deux faces se place la couronne C1 du premier train.
Les satellites S1 sont montés sur l'arbre de sortie, solidaire de la couronne C2 du second train. L'arbre de sortie porte les satellites S2 et l'électro-aimant mobile M2.
Le planétaire est solidaire du plateau présent dans l'entrefer de l'électro-aimant fixe F2 et de M2. L'excitation des bobinages s'effectue par des ensembles charbons et collecteurs disposés sur les arbres d'entrée et de sortie. La sélection s'effectue au moyen d'un commutateur placé au volant (nommé « moutardier » sur les véhicules Salmson).
Pour la marche arrière, un inverseur à commande mécanique est disposé à l'entrée de la boîte. Les satellites sont montés sur un baladeur qui peut être rendu solidaire de la couronne (marche avant) ou du carter (marche arrière). Il existe autant de rapports en marche avant qu'en marche arrière mais plus démultipliés.

## Le fonctionnement
Dans ce type de boîte, les pignons sont toujours en prise, il n'y a pas de déplacement axial. Les deux trains épicycloïdaux fournissent quatre rapports de démultiplication. Le premier train fournissant une démultiplication plus grande que le second. L'activation des passages de rapport et l'immobilisation des plateaux est progressive et sans chocs.
- Première vitesse : la couronne C1 est immobilisée par l'électro aimant F1 excité. L'arbre intermédiaire portant S1 et C2 tourne donc à vitesse réduite. Le planétaire P2 est également immobilisé par F2. L'arbre de sortie tourne avec une démultiplication supplémentaire.
- Seconde vitesse : le premier train fonctionne comme en première mais le planétaire P2 est rendu solidaire de M2 et donc de l'arbre de sortie.
- Troisième vitesse : le premier train est en prise, la couronne C1 est rendue solidaire de l'arbre d'entrée et de P1 par excitation de M1. Le second train fonctionne en démultiplication.
- Quatrième vitesse : les deux trains fonctionnent en prise directe par excitation des électro-aimants mobiles M1 et M2.